# Stephan Kaschendorf
Stephan Kaschendorf (Caschindorf, Castendorfer, Kastendörfer), né à Breslau vers 1425, mort après le 4 février 1499 à Schweidnitz, est un facteur d'orgue silésien. 

## Biographie
Né à Breslau, il est d'abord apprenti chez un charpentier. Il apprend le métier de facteur d'orgue plus tard mais on ne sait pas qui sont ses maîtres. Il est un des plus importants facteurs d'orgue de la seconde moitié du XVe siècle et représente le courant progressiste de cet art. Tous ses instruments possèdent des divisions indépendantes et des registrations (Hauptwerk et Rückpositiv/Brustwerk), contrairement aux anciens orgues monoblocs du moyen Âge classique. Parmi les églises pour lesquelles il construit des orgues se trouvent :
- Église Sainte-Marie-Madeleine, Breslau (1455)
- St. Egidien, Nuremberg (1460)
- Sainte-Elisabeth, Breslau (1460–64)
- Georgskirche, Nördlingen (1464–66)
- Frauenkirche, Nuremberg (1464–66)
- Cathédrale de Mariendom, Erfurt (1480–83)
- Église St. Sebaldus, Nuremberg (seulement l'entretien du toit de plomb, 1483)
- St. Ulrich et Afra, Augsbourg (seulement l'orgue du chœur, 1490)

Les trois fils de Kaschendorf, Caspar, Melchior et Michael sont également facteurs d'orgue et aidèrent leur père à Erfurt. Il possède des maisons à Schweidnitz (où il construit aussi un orgue). 